# Waldgebiet östlich von Langenaubach
Waldgebiet östlich von Langenaubach este o arie protejată (arie specială de conservare — SAC, sit de importanță comunitară — SCI) din Germania întinsă pe o suprafață de 138,64 ha, integral pe uscat.

## Localizare
Centrul sitului Waldgebiet östlich von Langenaubach este situat la coordonatele 50°42′54″N 8°12′00″E / 50.715°N 8.2°E.

## Înființare
Situl Waldgebiet östlich von Langenaubach a fost declarat sit de importanță comunitară în iulie 2001 pentru a proteja 2 specii de animale. Situl a fost protejat și ca arie specială de conservare în martie 2008.

## Biodiversitate
Situată în ecoregiunea continentală, aria protejată conține 5 habitate naturale: Pajiști carstice calcaroase sau bazofile, de Alysso-Sedion albi, Pajiști uscate seminaturale și facies de acoperire cu tufișuri pe substraturi calcaroase (Festuco-Brometalia) (* situri importante pentru orhidee), Fânețe de joasă altitudine (Alopecurus pratensis, Sanguisorba officinalis), Peșteri inaccesibile publicului, Păduri de fag Asperulo-Fagetum.
La baza desemnării sitului se află mai multe specii protejate de  mamifere (2): liliac cu urechi mari (Myotis bechsteinii), liliac comun (Myotis myotis).
Pe lângă speciile protejate, pe teritoriul sitului au mai fost identificate 1 specie de amfibieni, 6 specii de mamifere.